# Episodi di Schmigadoon! (seconda stagione)
La seconda stagione della serie televisiva Schmigadoon!, composta da 6 episodi, è stata pubblicata sulla piattaforma streaming Apple TV+, in tutti i paesi in cui il servizio è disponibile, dal 5 aprile al 3 maggio 2023.
| nº | Titolo originale     | Titolo italiano        | Pubblicazione internazionale |
| -- | -------------------- | ---------------------- | ---------------------------- |
| 1  | Welcome To Schmicago | Benvenuti a Schmicago  | 5 aprile 2023                |
| 2  | Doorway To Where     | Via d'accesso per dove | 5 aprile 2023                |
| 3  | Bells And Whistles   | Fronzoli               | 12 aprile 2023               |
| 4  | Something Real       | Qualcosa di vero       | 19 aprile 2023               |
| 5  | Famous As Hell       | Famosi da morire       | 26 aprile 2023               |
| 6  | Over And Done        | È finita               | 3 maggio 2023                |

## Benvenuti a Schmicago
- Titolo originale: Welcome To Schmicago
- Diretto da: Alice Mathias
- Scritto da: Cinco Paul

### Trama
Al ritorno da Schmigadoon, Josh e Melissa si sposano e acquistano una casa nel Connecticut. Ma le loro vite diventano poco brillanti e i loro tentativi di avere un figlio falliscono. Tornano nel bosco per cercare di ritrovare Schmigadoon per riconquistare la loro felicità, ma non hanno fortuna. Su un ponte nebbioso, la loro macchina ha una gomma a terra e finiscono a Schmicago, un altro luogo magico che riecheggia i musical dagli anni '60 agli '80, con alcune delle persone che riconoscono da Schmigadoon che assumono ruoli diversi in questa nuova città. Dopo aver trovato un posto dove stare, in uno squallido cabaret, Josh entra accidentalmente in un camerino e trova una delle ballerine, Elsie Vale, morta. Lui e Melissa tentano di scappare, ma il Leprechaun di Schmigadoon riappare, dicendo loro che non possono andarsene finché la loro relazione non raggiunge un "lieto fine". Josh viene ingiustamente arrestato per l'omicidio di Elsie Vale.

## Via d'accesso per dove
- Titolo originale: Doorway To Where
- Diretto da: Alice Mathias
- Scritto da: Jonathan Tolins

### Trama
Josh incontra il suo compagno di cella, Topher (che riconosce come Danny Bailey di Schmigadoon), un giovane hippie che vuole trovare il suo scopo nella vita. Melissa assume Bobby Flanagan (che sembra essere la donna che era la contessa in Schmigadoon) come avvocato di Josh, e suggerisce a Melissa di andare sotto copertura al cabaret per trovare il vero assassino. Dopo un burrascoso processo di audizioni che ricorda un numero di "A Chorus Line", Melissa, nonostante non sia magra come le altre ragazze, ottiene la parte, su consiglio del proprietario del bar Octavius Kratt, e diventa coinquilina con Jenny Banks (che sembra essere la Betsy McDonough di Schmigadoon). La conferenza stampa di Josh finisce in un disastro, poiché tutti pensano ancora che abbia ucciso Elsie Vale. Gli amici di Topher dell'Happiness Bus fanno evadere di prigione lui e Josh.

## Fronzoli
- Titolo originale: Bells And Whistles
- Diretto da: Alice Mathias
- Scritto da: Julie Klausner

### Trama
Topher e la sua tribù portano Josh nella loro comunità per una riunione hippie. Dopo che Bobby racconta a Melissa dell'evasione dal carcere di suo marito, Melissa segue l'indizio di Quick Street e incontra Miss Codwell, la proprietaria dell'orfanotrofio (che si offre di vendere i "marmocchi"), e Dooley Blight, un macellaio che è stato recentemente scarcerato. Viene a sapere che Dooley è il padre di Jenny e che era stato mandato in prigione, quando era più giovane, da Octavius Kratt. Melissa trova e recupera Josh in tempo per il suo processo. Bobby entra in tribunale e fornisce una difesa frenetica e sbalorditiva con tutti "fronzoli" che ammaliano la giuria maschile, così Josh viene assolto. Lui e Melissa sperano che questo sia il loro lieto fine e che possano lasciare Schmicago. Viene rivelato che Kratt ha ucciso Elsie e ora complotta per sedurre Melissa ed eliminare Josh.

## Qualcosa di vero
- Titolo originale: Something Real
- Diretto da: Alice Mathias
- Scritto da: Raina Morris

### Trama
Josh e Melissa tentano di attraversare il ponte e lasciare Schmicago, ma, ancora una volta, non riescono ad andarsene. Ipotizzano che ciò sia dovuto al fatto che nessuno a Schmicago è felice, e quindi decidono di rendere felici tutti. Iniziano tentando di riunire Jenny con suo padre, Dooley, ma lei si rifiuta persino di parlargli. Quindi ricevono aiuto dalla tribù di hippie, ma Jenny diventa più interessata a Topher. Vedendo quanto sono felici Jenny e Topher, Josh e Melissina sistemano Dooley con la signorina Codwell. Dopo un imbarazzante primo appuntamento, Dooley va all'orfanotrofio di Miss Codwell. Quando si aprono l'un l'altro, hanno la brillante idea di trasformare ogni orfano in prodotti a base di carne.

## Famosi da morire
- Titolo originale: Famous As Hell
- Diretto da: Robert Luketic
- Scritto da: Josh Lieb

### Trama
Con Jenny e Topher che trascorrono del tempo insieme, Melissa assume il ruolo di headliner al cabaret e Josh diventa il nuovo capo della tribù. I due iniziano a godersi la loro fama, ma Jenny e Topher si sentono traditi e sfrattano la coppia dall'appartamento di Jenny. Josh e Melissa si trasferiscono da Dooley e Miss Codwell, che stanno dando da mangiare agli orfani per ingrassarli, e scoprono il loro complotto di trasformare gli orfani in salsicce. Rendendosi conto che Dooley sta trasferendo la sua rabbia contro Kratt sugli orfani, si offrono invece di portare Dooley da solo con Kratt nel camerino di Melissa. Il sergente Rivera e Madame Frau riflettono sul fatto che la vita non sempre va come previsto. Melissa flirta con Kratt e tenta di attirarlo nel suo camerino, ma lui invece la costringe a salire in macchina e se ne va. Rivera tiene Josh sotto tiro al club mentre Kratt fa la proposta di matrimonio a Melissa.

## È finita
- Titolo originale: Over And Done
- Diretto da: Robert Luketic
- Scritto da: Cinco Paul

### Trama
Melissa sta per sposarsi con Kratt (il narratore fa da officiante) mentre Josh è legato nella centrale elettrica di Kratt. Kratt ordina a Rivera di uccidere Josh, ma Josh tenta di temporeggiare intrattenendo Rivera con "parabole" basate sui suoi film preferiti. Dooley decide di salvare Josh, così come Topher e Jenny, con l'aiuto della tribù. Arrivano e Jenny si riunisce a suo padre, dopo che Rivera ammette di aver incastrato Dooley per l'omicidio di sua moglie. Tentano di fermare il matrimonio. All'ultimo momento, Dooley lancia la sua mannaia a Kratt, ma lo manca, inchiodando però la coda dello smoking di Kratt al pavimento. La signorina Codwell rilascia un lampadario che cade, uccidendo Kratt. Madame Frau prende sotto gestione il cabaret, aiutata da Bobbie e dalla tribù ora orientata agli affari, dove Rivera diventa una drag performer. Jenny e Topher prendono l'orfanotrofio e la signorina Codwell si unisce a Dooley nel suo negozio. Josh e Melissa sono liberi di andare, ma il narratore e gli abitanti di Schmicago cercano di convincerli a restare, ma i due spiegano che ora vogliono "Qualcosa di reale". Il folletto riappare. Così fa suo fratello, dicendo che non ci sono "lieti finali", ma ogni giorno può essere un "lieto inizio". Tornato a New York, Josh inizia a insegnare agli studenti di medicina e Melissa rimane finalmente incinta.